# Classe Mackensen
Pour les articles homonymes, voir Mackensen.
La classe Mackensen fut la dernière classe de croiseurs de bataille, mis en construction pour la Marine Impériale allemande au début du XXe siècle.

Deux des quatre navires de cette classe furent lancés en 1917, mais aucun ne fut totalement achevé.

## Conception
La commande des deux premiers croiseurs de bataille de la classe Mackensen a été passée à la mi-aout 1914, au titre du remplacement des croiseurs protégés SMS Victoria Louise et Freya. Lorsqu'il devint clair en Allemagne que la guerre ne connaitrait pas une issue aussi rapide que cela avait été le cas contre l'Autriche, en 1866, ou contre la France en 1870-71, la commande des deux bâtiments suivants a été passée, à la mi-avril 1915, dans le cadre d'un programme de constructions navales pour remplacer les croiseurs perdus depuis le début du conflit, notamment le croiseur cuirassé SMS Blücher, perdu un mois et demi avant au Dogger Bank et le Friedrich Carl perdu en novembre 1914, à l'attaque de Libau en mer Baltique.
À cette époque, étaient déjà en construction les quatre cuirassés de la classe Bayern, qu'il était prévu d'armer de canons de 380 mm, alors que la Royal Navy aura mis en service en décembre 1914 le HMS Queen Elizabeth armé de canons de ce même calibre. En revanche les plus récents cuirassés et « grands croiseurs » allemands en service ne portaient que des canons de 305 mm. L'Empereur Guillaume II, qui tenait la Marine Impériale sous son strict contrôle, était donc partisan de recourir pour les bâtiments qui devaient succéder à la classe Derfflinger au calibre de 380 mm, alors que l'amiral von Ingenohl qui a commandé la Hochseeflotte jusqu'au 2 février 1915, pensait préférable d'en rester au calibre de 305 mm. Un compromis fut trouvé, avec un canon nouveau de 35 cm SK L/50, donc d'un calibre assez proche de celui des canons anglais de 356 mm (en) construits par Vickers pour le Kongō japonais, ou l'Almirante Latorre, devenu le HMS Canada, ou américains de la Classe New York et suivantes. La comparaison avec ces navires armés de pièces d'un calibre comparable, et avec à peu près le même déplacement, est intéressante : la classe Mackensen a le même nombre de canons que la classe Kongō, a sensiblement la même vitesse, mais un blindage très supérieur, 300 mm en ceinture, au lieu de 203 mm. Quant aux cuirassés américains armés de canons de 356 mm, ils ont dix à douze pièces d'artillerie principale au lieu de huit, une protection supérieure à celle de la classe Mackensen (avec 356 mm au lieu de 300 mm en ceinture), mais une vitesse maximale très inférieure, 21 nœuds au lieu de 27 nœuds.
Pour le reste, la classe Mackensen aurait dû être très proche de la classe Derfflinger, avec la même disposition de l'artillerie principale en deux groupes de deux tourelles superposées, à l'avant et à l'arrière, les barbettes des tourelles arrière, "Cæsar" et "Dora", étant séparées par la salle des turbines. L'artillerie secondaire de calibre de 150 mm, sous casemates, est portée à quatorze pièces, comme sur les SMS Lützow et Hindenburg, mais est installée dans la coque, au-dessous du pont principal flush deck et non dans la superstructure. La protection aurait été, pense-t-on, la même que celle de la classe Derfflinger, avec 300 mm en ceinture, mais atteignant 320 mm sur la face avant des tourelles.
Les dimensions de coque sont augmentées, 223 m de long pour 30,6 m de large. Le rapport longueur/largeur est équivalent à celui de la classe précédente (7,28 au lieu de 7,24). Avec seize chaudières à double entrée (huit à charbon, huit chaudières à mazout) alimentant quatre turbines, entraînant 4 hélices, la puissance installée atteint 90 000 CV, soit la puissance obtenue sur le SMS Hindenburg à feux poussés, ce qui aurait permis de dépasser 27 nœuds.

## Les unités de la classe
| Nom                                        | Commande      | Mise sur cale    | Lancement                                | Chantier naval                                  | Fin de carrière         | Photo |
| ------------------------------------------ | ------------- | ---------------- | ---------------------------------------- | ----------------------------------------------- | ----------------------- | ----- |
| SMS Mackensen                              | 14 août 1914  | 30 janvier 1915  | 21 avril 1917                            | Blohm & Voss Hambourg Empire allemand           | démolition en 1923-24   |       |
| Ersatz Freya (SMS Prinz Eitel Friedrich)   | 14 août 1914  | 1er mai 1915     | construction arrêtée le 17 novembre 1918 | Blohm & Voss Hambourg Empire allemand           | démolition en 1920-1922 |       |
| SMS Graf Spee                              | 15 avril 1915 | 30 novembre 1915 | 15 septembre 1917                        | Schichau-Werke Danzig Empire allemand           | démolition en 1921-1923 |       |
| Ersatz Friedrich Carl (SMS Fürst Bismarck) | 17 avril 1915 | 3 novembre 1915  | construction arrêtée le 17 novembre 1918 | Kaiserliche Werft Wilhelmshaven Empire allemand | démolition en 1922      |       |

## Histoire
La première unité, mise sur cale aux chantiers Blohm & Voss de Hambourg est lancée en avril 1917, sans pompe particulière et baptisée Mackensen, en l'honneur du Generalfeldmarshall von Mackensen, commandant d'armée allemand sur le front de l'Est.

L'unité en construction aux chantiers Schichau de Danzig est lancée en septembre 1917 et baptisée Graf Spee en l'honneur de l'amiral Comte von Spee, tué au large des Îles Falklands, en décembre 1914.
   
La construction de la seconde unité commandée aux chantiers Blohm & Voss de Hambourg n'avance que très lentement, la priorité en matière de construction navale n'est plus aux grands bâtiments de surface, mais aux sous-marins. Elle ne sera donc pas officiellement lancée ni baptisée, mais elle sera mise à l'eau pour libérer la cale de construction en 1920, et les ouvriers du chantier lui donneront par dérision le nom de Noske.

La quatrième unité, en construction aux Chantiers Impériaux à Wilhelmshaven, n'atteindra pas le stade  de la mise à l'eau. Elle sera démantelée sur cale en 1922.
Cette classe inachevée aura cependant eu un rôle dans l'histoire de la construction des grands navires de guerre. Sur la foi de renseignements erronés qui lui donnaient une artillerie au calibre de 386 mm (15,2 pouces) et une vitesse de 30 nœuds, la Royal Navy en déduira les caractéristiques de la classe Admiral, aux noms d'amiraux célèbres du XVIIIe siècle dont une seule unité sera achevée, le HMS Hood.